# Flacey (Eure i Loir)
Flacey és un municipi francès, situat al departament de l'Eure i Loir i a la regió de Centre – Vall del Loira. L'any 2007 tenia 210 habitants.

## Demografia

### Població
El 2007 la població de fet de Flacey era de 210 persones. Hi havia 93 famílies, de les quals 31 eren unipersonals (27 homes vivint sols i 4 dones vivint soles), 23 parelles sense fills, 31 parelles amb fills i 8 famílies monoparentals amb fills.
La població ha evolucionat segons el següent gràfic:
Habitants censats

### Habitatges
El 2007 hi havia 107 habitatges, 90 eren l'habitatge principal de la família, 11 eren segones residències i 6 estaven desocupats. 103 eren cases i 4 eren apartaments. Dels 90 habitatges principals, 81 estaven ocupats pels seus propietaris, 8 estaven llogats i ocupats pels llogaters i 1 estava cedit a títol gratuït; 2 tenien una cambra, 7 en tenien dues, 16 en tenien tres, 26 en tenien quatre i 39 en tenien cinc o més. 79 habitatges disposaven pel capbaix d'una plaça de pàrquing. A 45 habitatges hi havia un automòbil i a 41 n'hi havia dos o més.

## Economia
El 2007 la població en edat de treballar era de 144 persones, 111 eren actives i 33 eren inactives. De les 111 persones actives 106 estaven ocupades (58 homes i 48 dones) i 5 estaven aturades (1 home i 4 dones). De les 33 persones inactives 16 estaven jubilades, 11 estaven estudiant i 6 estaven classificades com a «altres inactius».

### Ingressos
El 2009 a Flacey hi havia 91 unitats fiscals que integraven 222,5 persones, la mediana anual d'ingressos fiscals per persona era de 18.429 €.

### Activitats econòmiques
Dels 6 establiments que hi havia el 2007, 2 eren d'empreses de comerç i reparació d'automòbils, 2 d'empreses d'hostatgeria i restauració, 1 d'una empresa de serveis i 1 d'una empresa classificada com a «altres activitats de serveis».
Dels 2 establiments de servei als particulars que hi havia el 2009, 1 era un taller de reparació d'automòbils i de material agrícola i 1 restaurant.
L'any 2000 a Flacey hi havia 9 explotacions agrícoles.

## Poblacions més properes
El següent diagrama mostra les poblacions més properes.